# Parc d'Enghien
Le parc d'Enghien (ou le Domaine d'Arenberg) est un domaine de 182 hectares situé sur les communes belges d'Enghien et de Silly, créé entre 1630 et 1665 par la famille d'Arenberg. Acquis par la commune en 1986, il est aujourd'hui accessible au public. Espace vert exceptionnel, il est parsemé de pièces d'eau, de jardins et de bâtiments qui couvrent près de 400 ans d'histoire.

« Les jardins d'Enghien sont la plus belle chose du monde et la plus extraordinaire, mais il faudrait un temps infini pour en faire la description. »

— Mémoires de Mademoiselle de Montpensier, dans Collection des mémoires relatifs à l'histoire de France, vols XL-XLIII, Paris, 1825.

## Histoire

### Moyen Âge
Une première forteresse fut construite vers 1166 par les 1ers seigneurs d'Enghien et détruite par Baudouin V de Hainaut. Un nouveau château est construit au début du XIIIe siècle un château, à l'emplacement de l'actuelle entrée du parc.

### XVesiècle
Le parc passera par mariage aux comtes de Luxembourg-St-Pol, qui au début du XIVe siècle va l'entourer d'un mur de 4 km et créait les premiers jardins.  Pierre II de Luxembourg-Saint-Pol transmet le domaine à sa fille, Françoise de Luxembourg dont le mariage avec Philippe de Clèves est fêté au domaine d'Enghien en 1485.
Comme Françoise de Luxembourg décède en 1523 sans enfant, le domaine revient à sa sœur Marie de Luxembourg (décédée en 1546). Marie de Luxembourg décède en 1546, après son propre fils,  Charlesde Bourbon,  duc de Vendôme, mort en 1537. C'est donc le petit-fils de Marie de Luxembourg, Antoine de Bourbon (1518-1562), devenu duc de Vendôme à la mort de son père, qui hérite du domaine. L'héritier d'Antoine de Bourbon, est son fils Henri de Bourbon, c'est-à-dire le futur roi de France Henri IV (1553-1610).

### Les Arenberg
Le 30 janvier 1606, Henri IV, roi de France et de Navarre vend le domaine d'Enghien à Charles d'Arenberg (1550-1616). Jusqu'alors surtout forestier, les Arenberg donnent au parc l'aspect qu'on lui connait aujourd'hui : la propriété est profondément restaurée et embellie.
« La végétation du parc est luxuriante ; les statues, les vases décoratifs du plus beau marbre de Gènes abondent. Les allées sont bordées de bancs de pierre, de piédestaux portant les bustes de princes, souvent d'un grand mérite et qui sont comme un souvenir des goûts artistiques des princes de la maison d'Arenberg. De nombreux bâtiments disséminés dans le parc contribuent à son embellissement. (De Seyn, 1933) »
« Le souci de coller aux réalités du terrain et de tirer parti des eaux naturellement fournies par le réseau hydrographique local amena Charles d'Arenberg à créer un vaste réseau hydraulique. D'une part l'Odru[Quoi ?] coule sur le versant sud et alimente le canal. D'autre part, le versant est ramène les eaux dans un immense réservoir qui borde la chaussée Brunehaut, appelé étang Munoz du nom du chanoine hydraulicien de Mons qui conçut le système. Il se situe légèrement plus haut que le bassin des Sept étoiles qu'il alimente. C'est dans ce vallon que prend place l'étang des Balustres qui approvisionne au point haut les fossés de la ville. Avec le temps, d'autres aménagements hydrauliques viendront prendre place à l'est et surtout au sud de l'Estang : barrages, bassins, canaux, vannes, siphons permettent de contrôler tout en contribuant à leur salubrité. (Bavay et al., 1993) »
Un incendie ravage partiellement le château en 1645. Après cet évènement, une grande campagne de reconstruction et d'aménagement du parc commence, les travaux de construction étaient confiés aux architectes Duquesnoy et Mercx. 

Le parc à la fin du XVIIe siècle
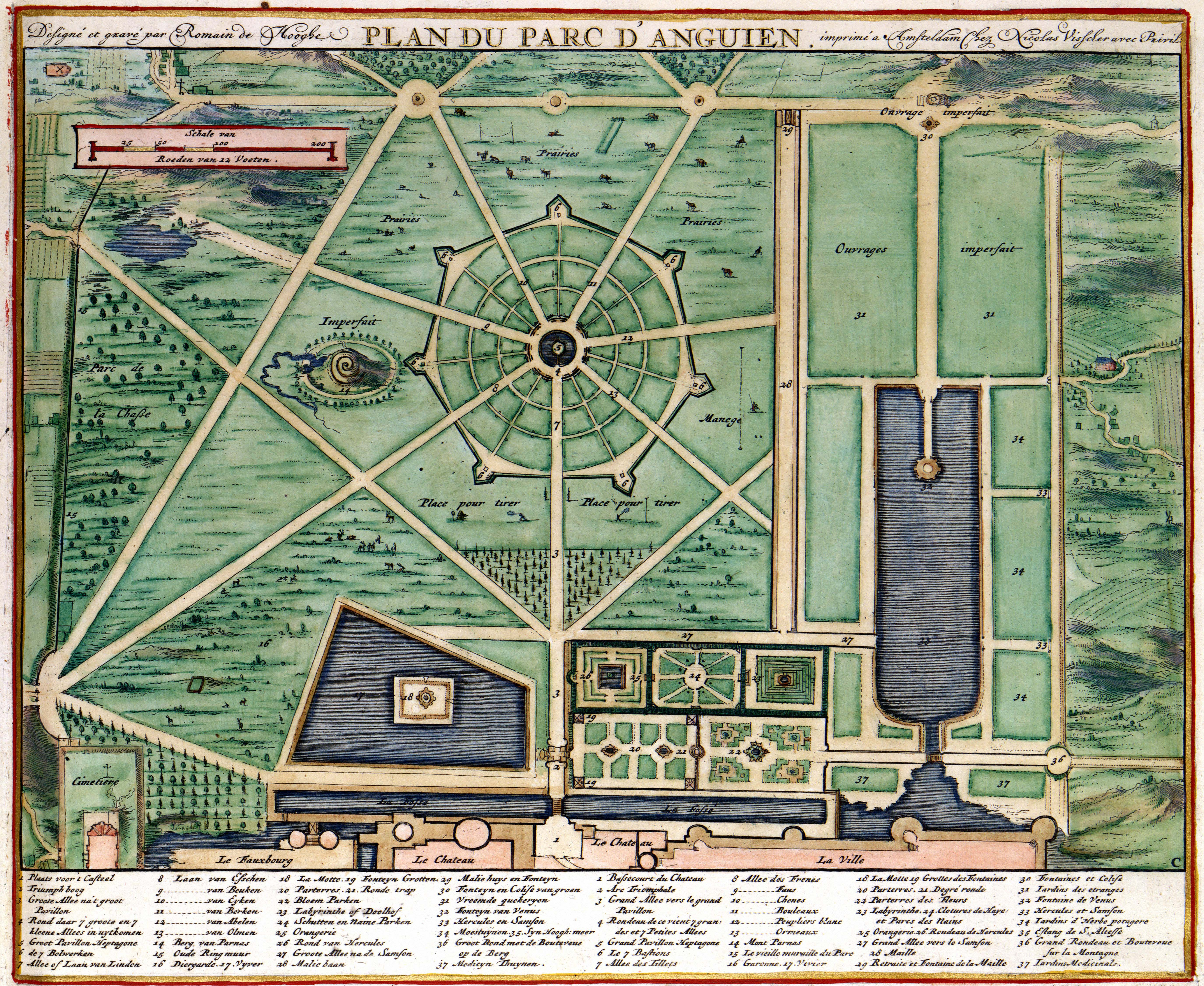
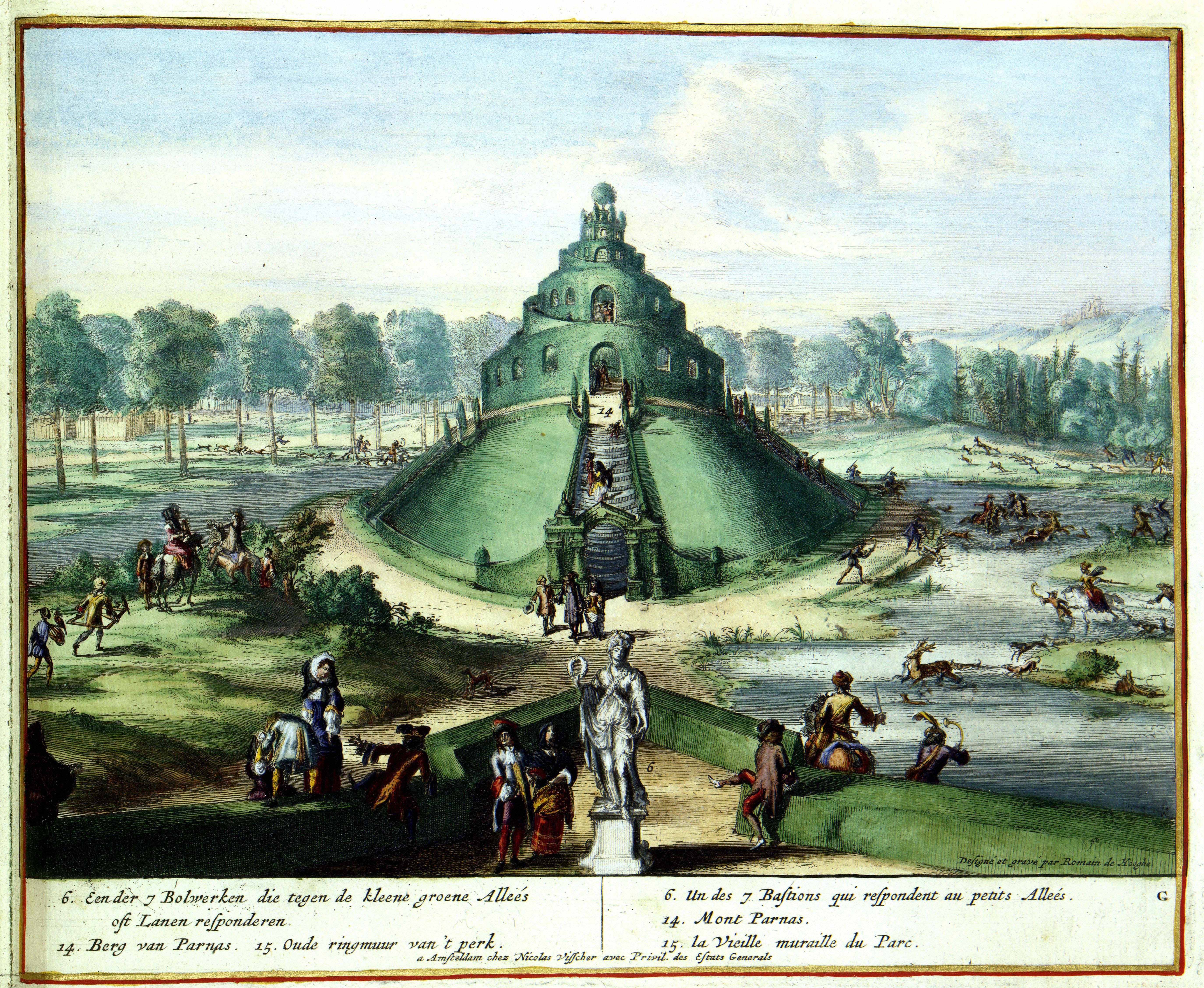
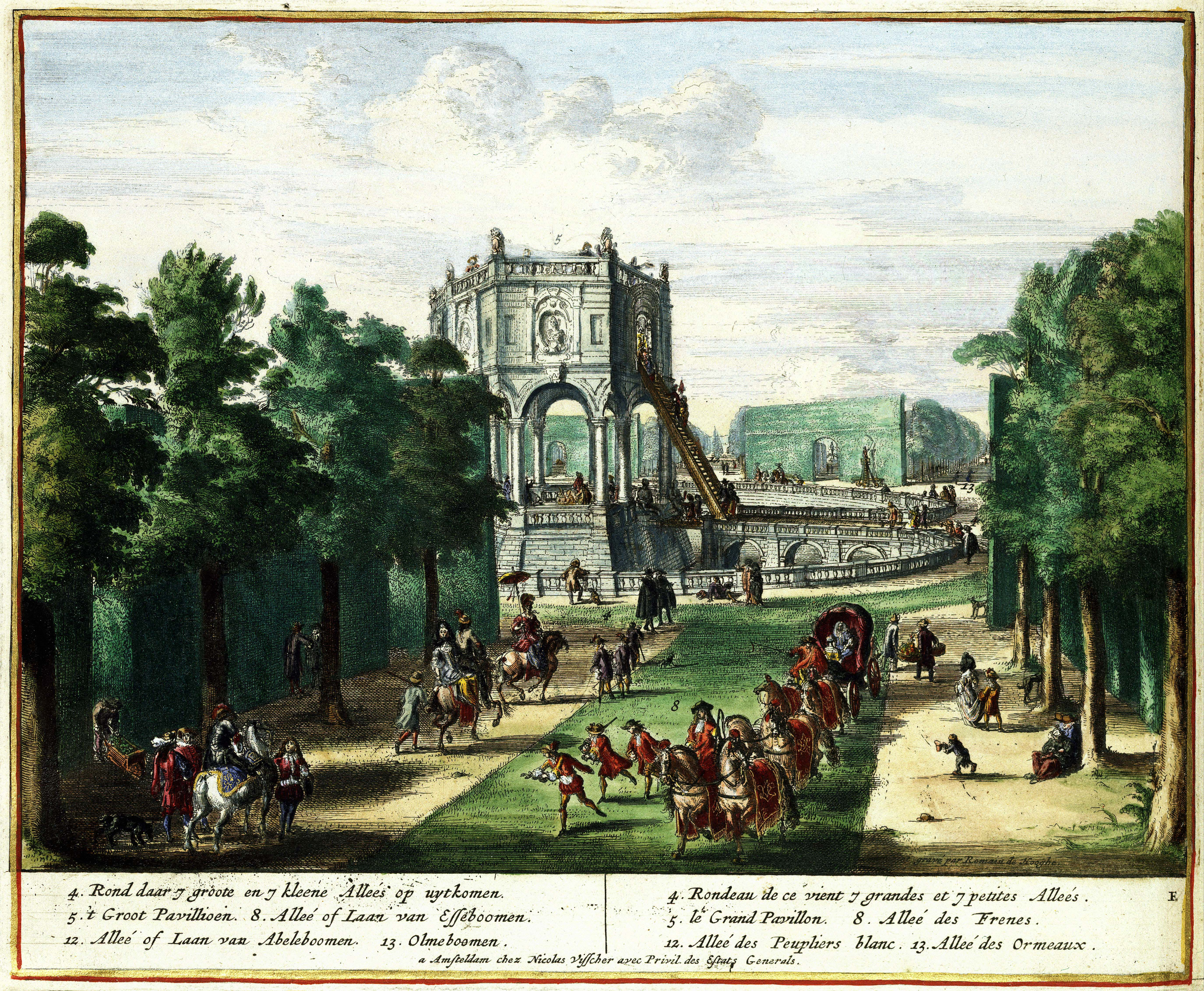
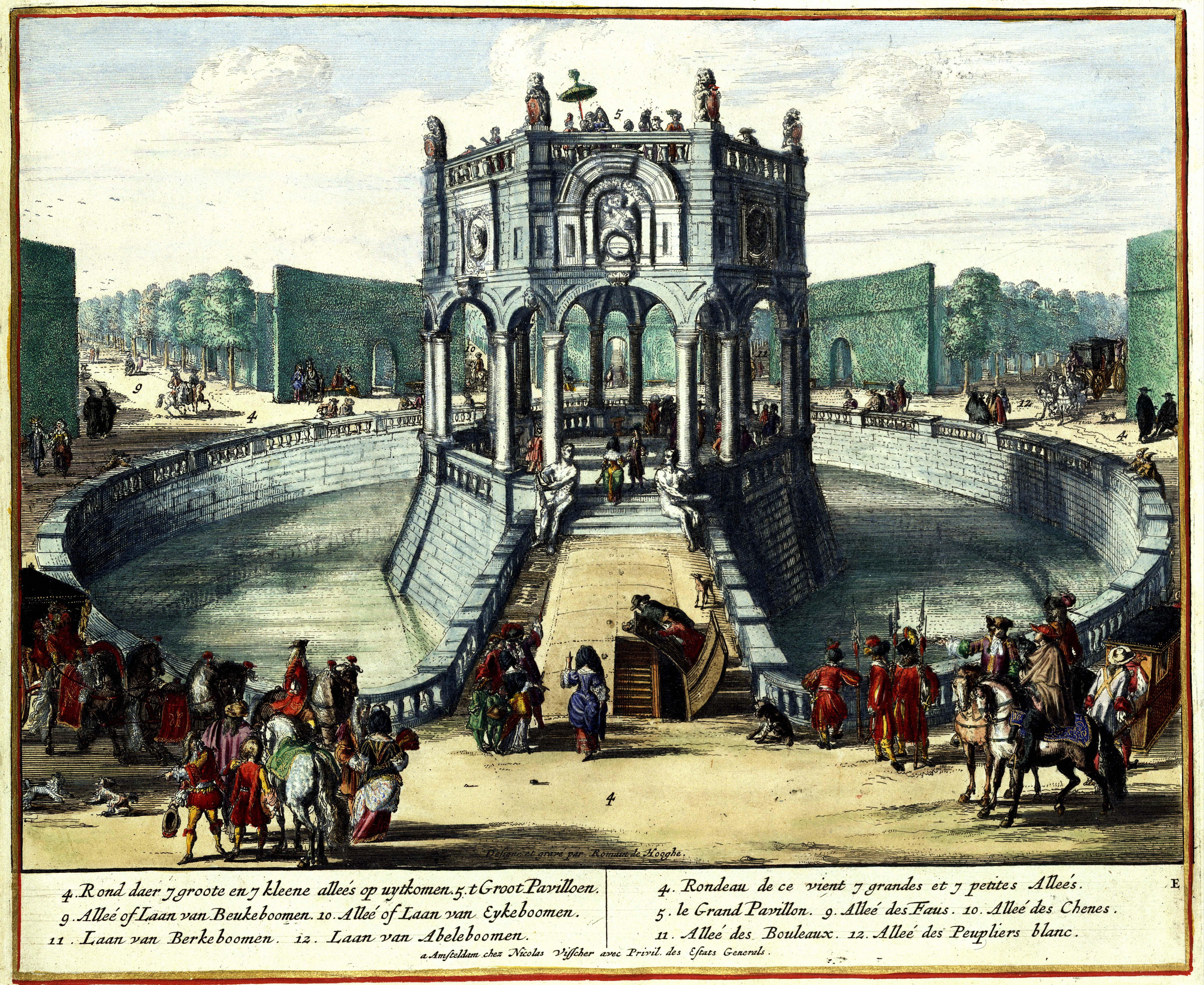
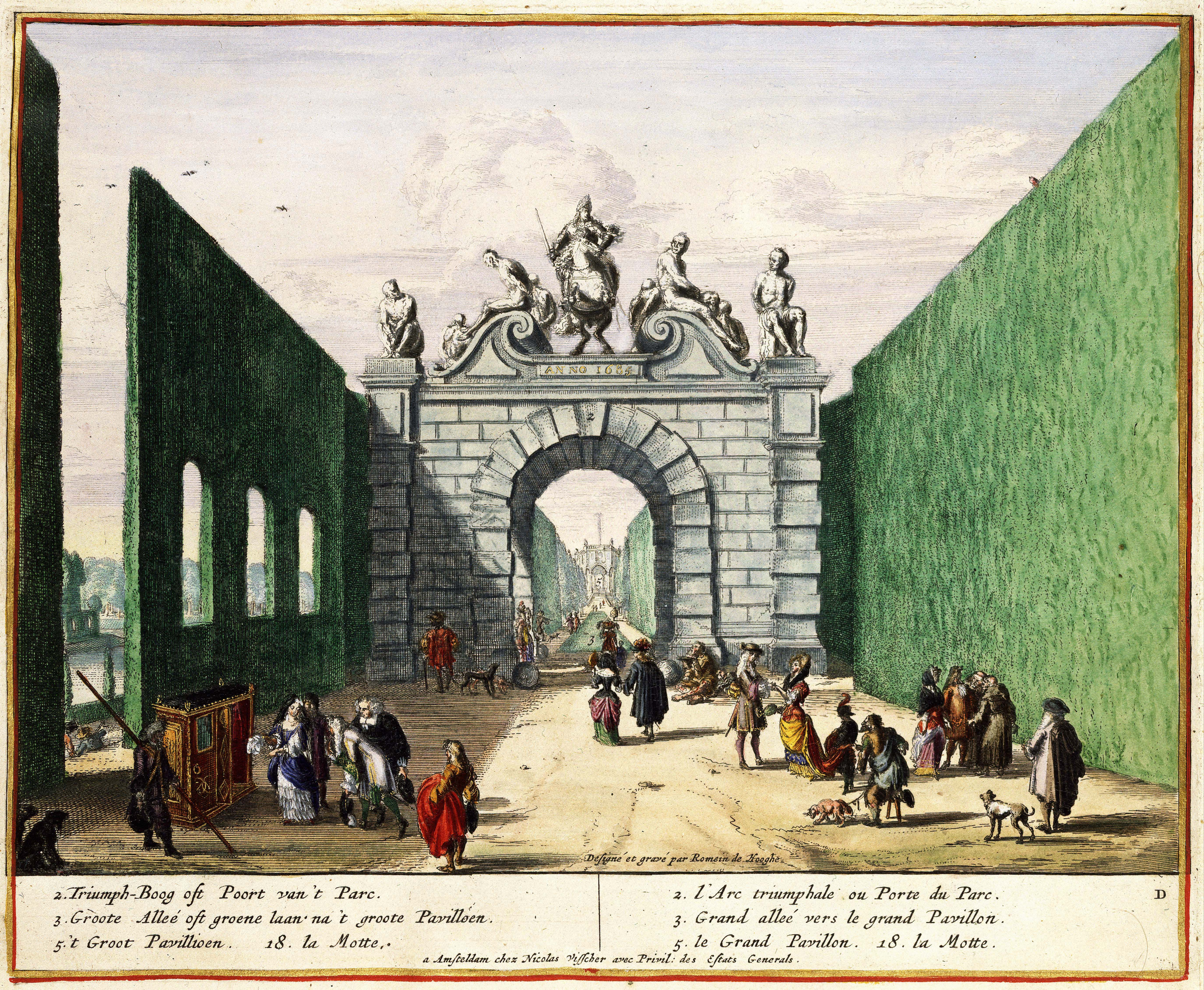
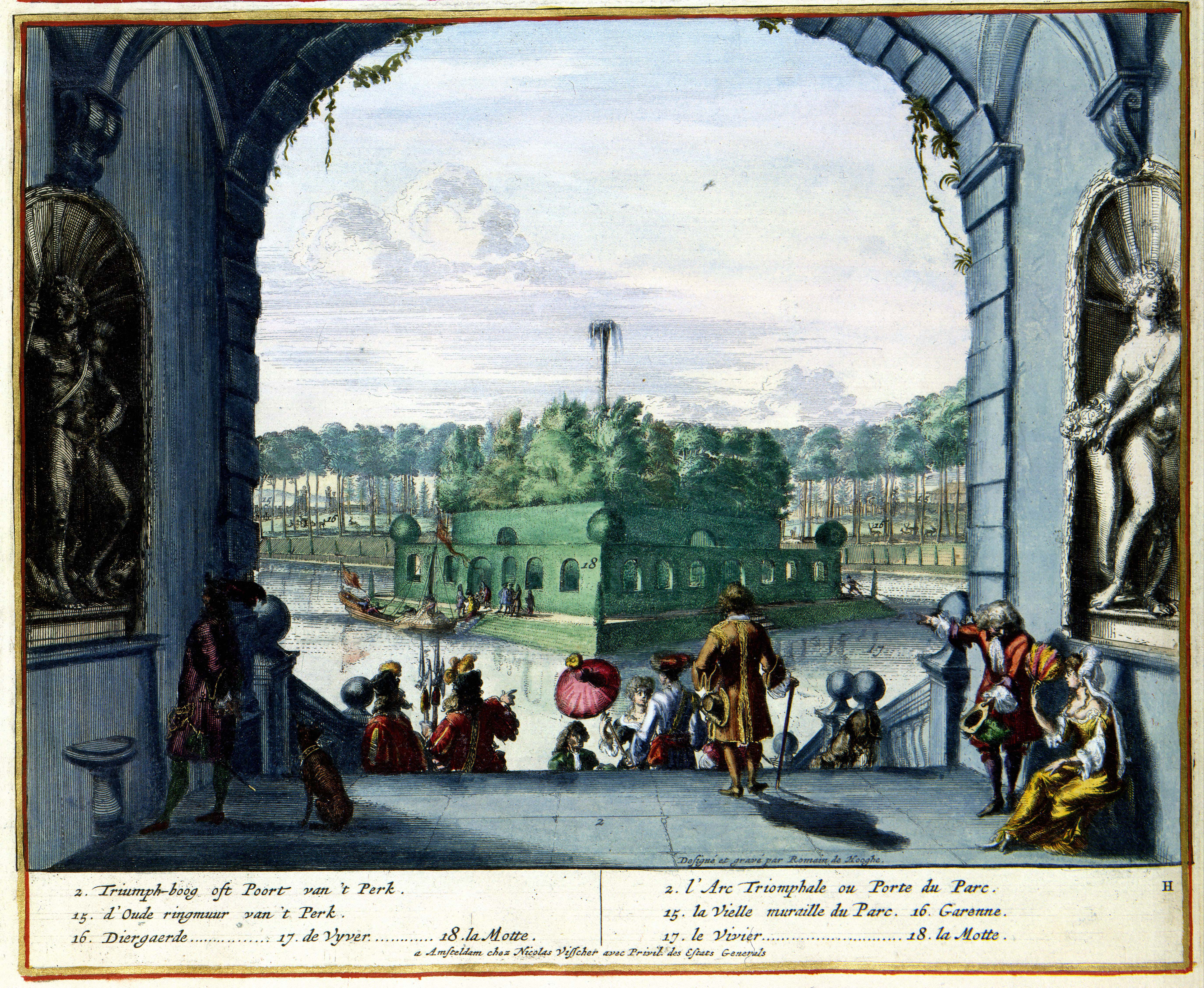
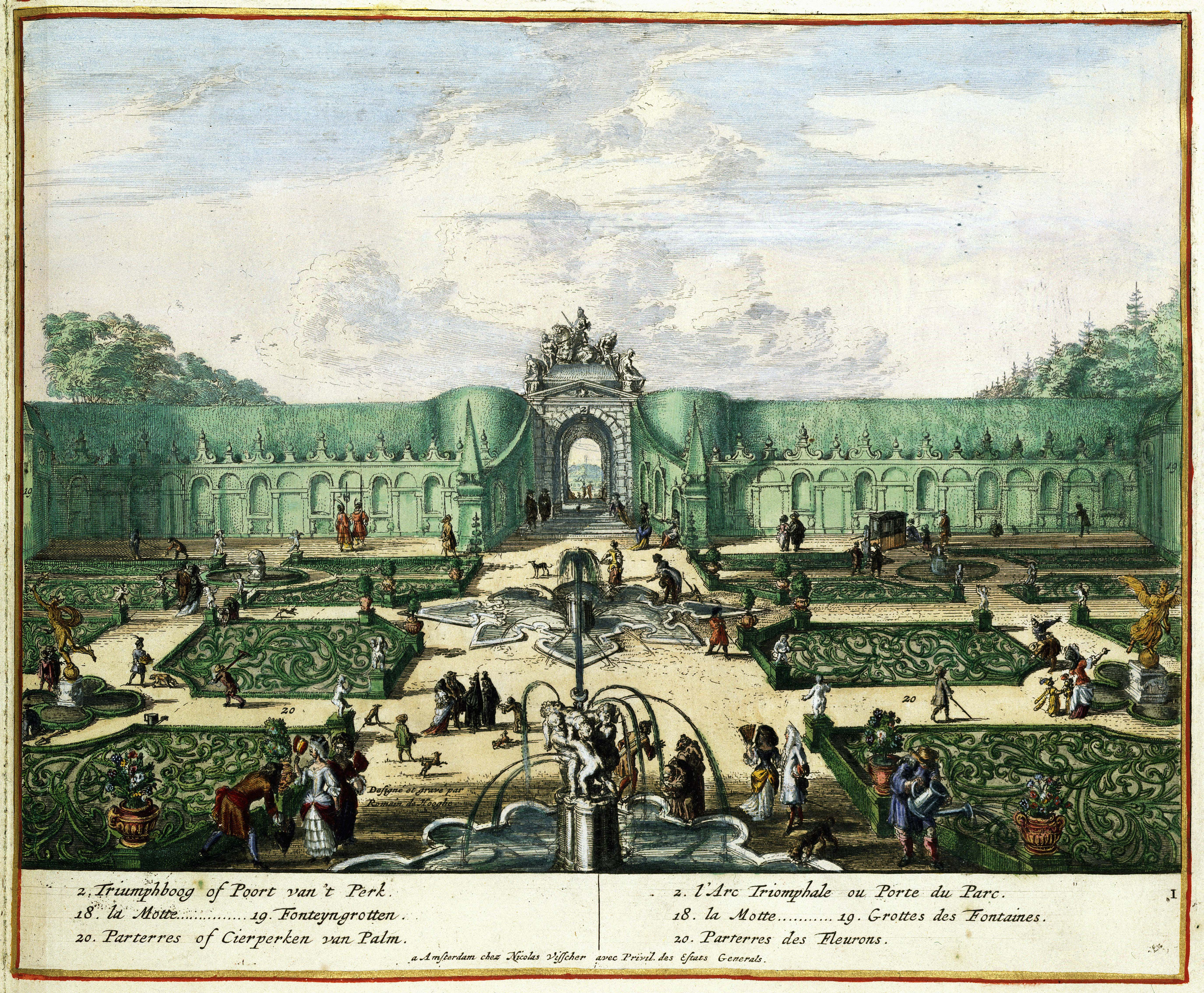

Le domaine est pillé par les révolutionnaires en 1793. En 1803, quand les Arenberg reviennent au domaine, le château est en ruine et les arbres du domaine ont été coupés. Le duc Louis-Engelbert d'Arenberg se résout à raser le château en 1806, ne conservant que la chapelle que l'on peut encore voir.
Un nouveau château est reconstruit en 1786 sur le terrain de l'ancien, mais il brûle, le jour même de son inauguration.

### XIXeSiècle
Lors de la Révolution française, la dernière aile du château est détruite à l'exception de la chapelle castrale. En 1809, l'architecte Ghislain Henry construit un nouveau porche bordé de bâtiments administratifs. 
A la moitié du XIXe siècle, le parc connait une période de faste. Le duc Prosper d'Aremberg, grand amateur de botanique et d'horticulture, fait construire des serres comportant plus de 1700 espèces. 

### XXesiècle
Le domaine reste dans la famille d'Arenberg jusqu'à son achat, au XXe siècle, par François Empain, frère du baron Édouard Louis Joseph Empain, avec l'obligation d'y faire bâtir un château. Ce qui fut fait en 1913. Entre ses mains, le parc s'embellit et se planta des nombreuses statues encore visibles aujourd'hui. L'entretien et la restauration des bâtiments laissa néanmoins à désirer ; un des pavillons du jardin fut même rasé pour installer un court de tennis.
Partagé par le tracé de la nouvelle autoroute A8, le domaine est mis en vente. En 1986, la commune d'Enghien  en achète une parcelle de 182 hectares, qu'elle restaure et ouvre au public.

## Éléments remarquables

### Château Empain

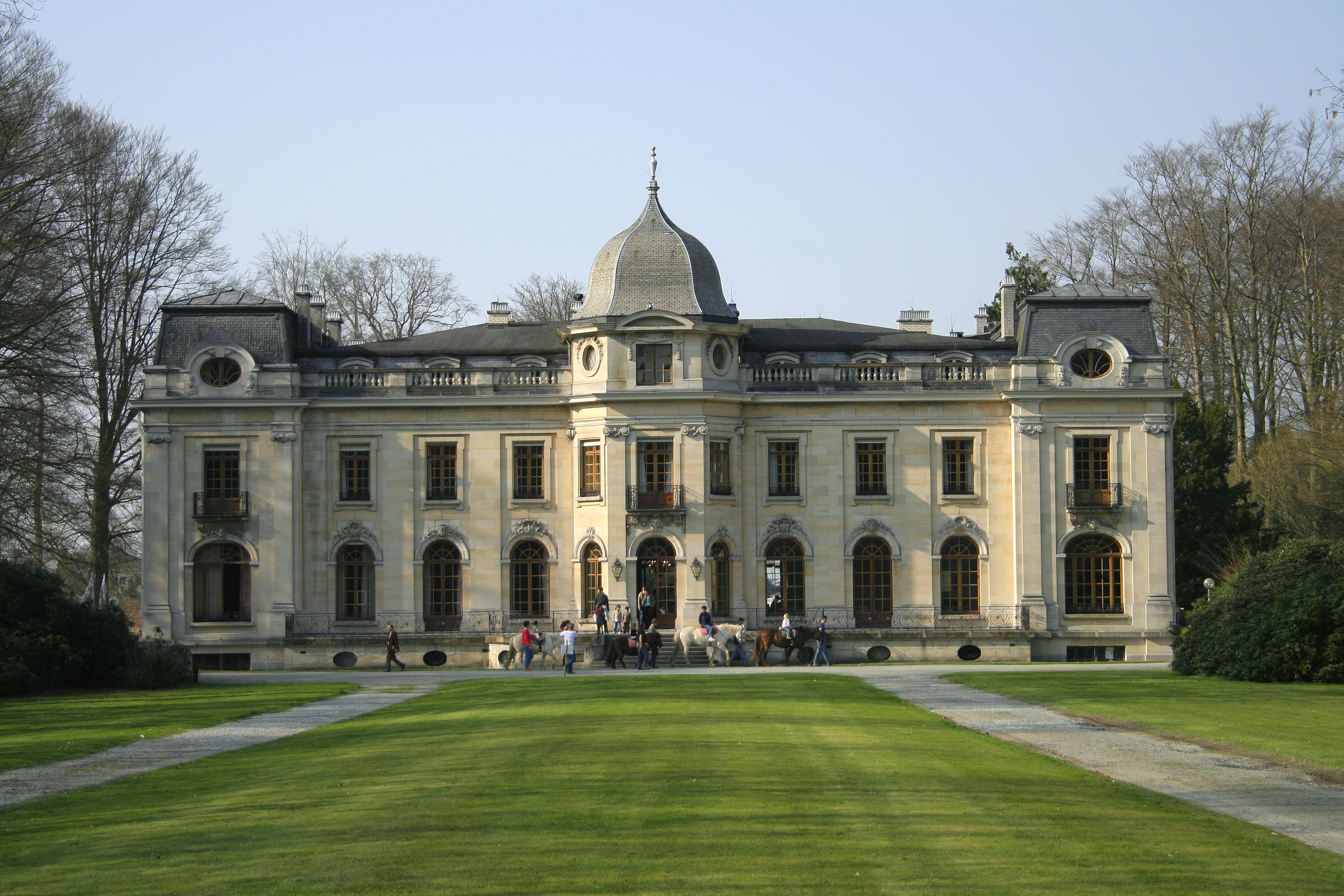
Le château Empain, construit en 1913

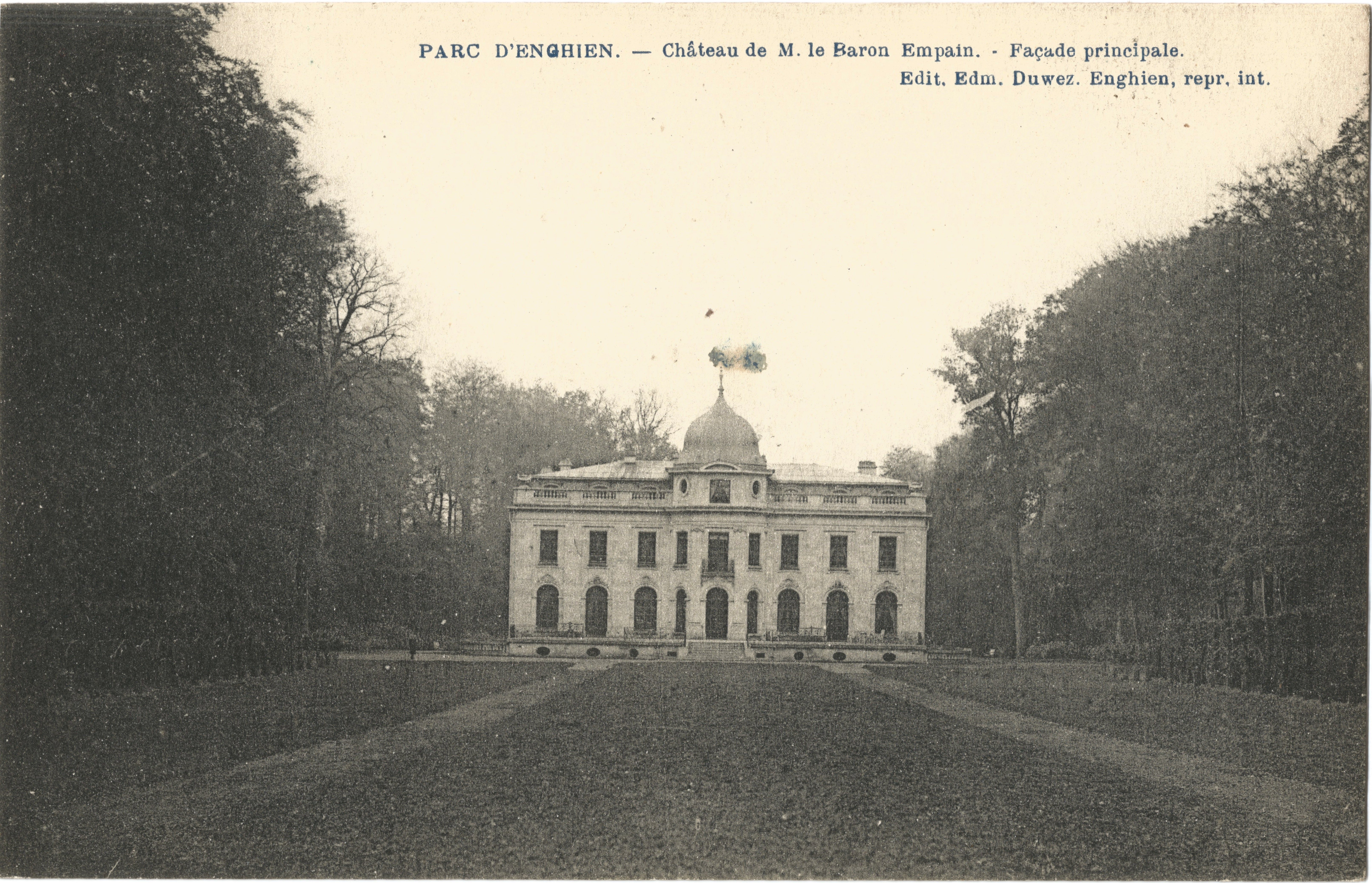
Le chateau Empain en 1923 sans ses extensions

Le château Empain d'une surface habitable de 450 m2 a été construit en 1913 par l'architecte Alexandre Marcel pour le baron François Empain, sur l'emplacement de l'ancienne orangerie du domaine. Les deux ailes latérales datent de 1926. Propriété de la commune d'Enghien depuis 1986, il est aujourd'hui loué pour l'organisation d'événements.

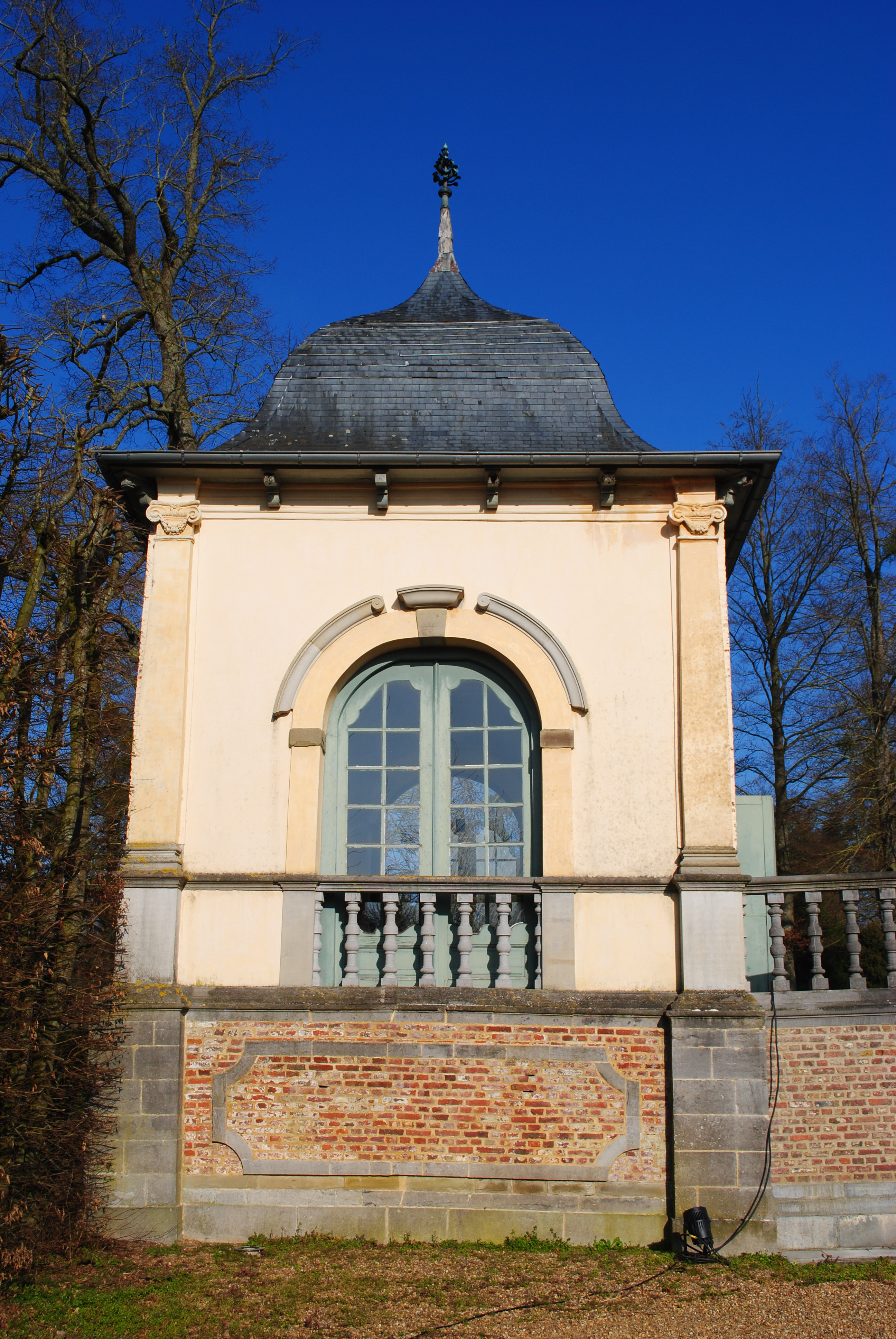
La face Ouest du pavillon chinois.

### Le pavillon chinois

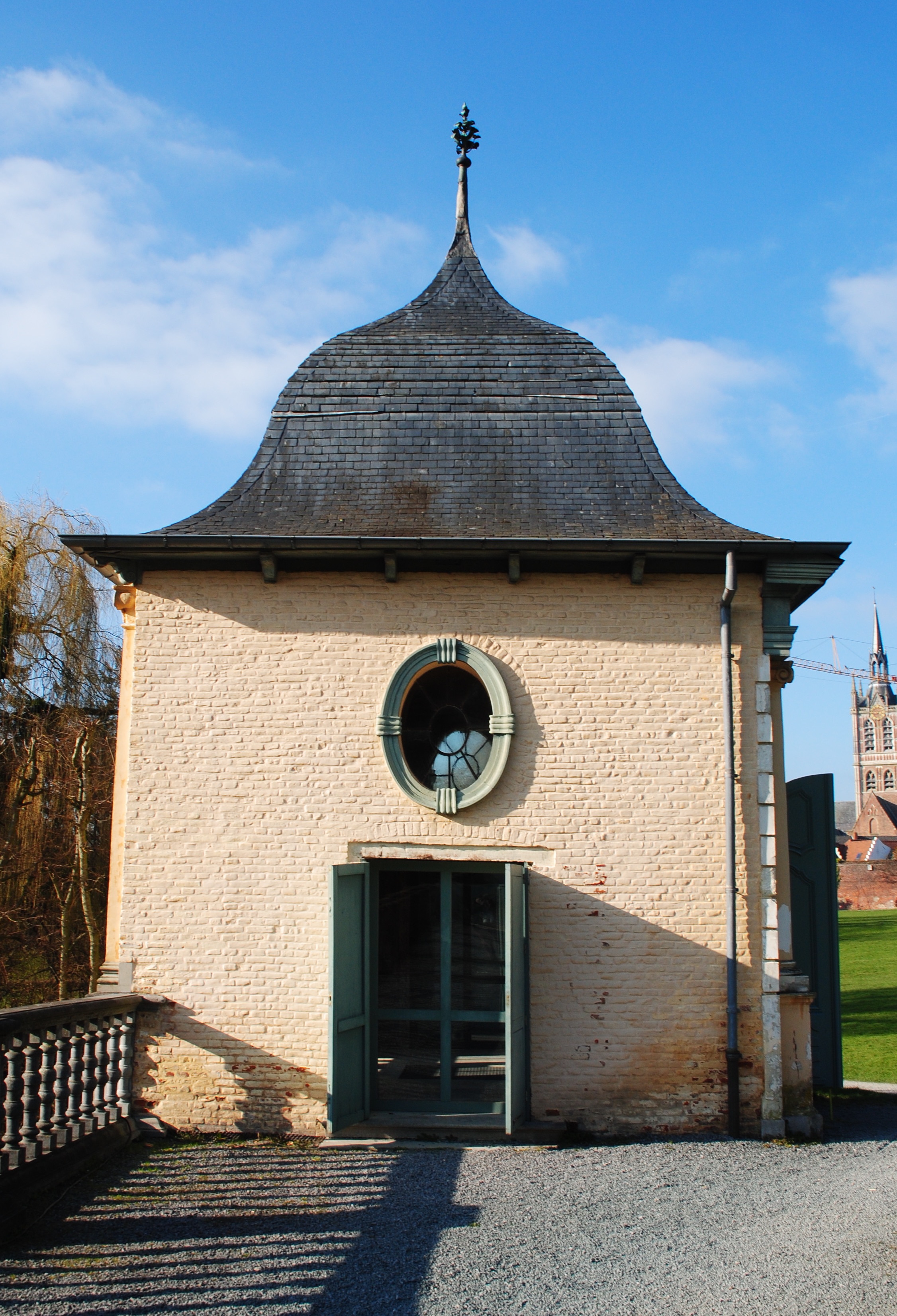
La face Sud du pavillon chinois

Sur ces faces Nord et Sud, sont présents une porte récente à linteau droit et des oculi ovales à encadrement extérieur en bois ponctué de quatre agrafes de même matériau. La face Est fut recouverte en 1743 d'un parement à refends de style Louis XV composé de colonnes engagées, ces colonnes ont des chapiteaux ioniques. Elles encadrent une porte en arc en plein cintre à encadrement mouluré ponctué d'une agrafe et surmonté d'un cartouche rocaille à rinceau. 
L'intérieur est décoré d'un riche décor de chinoiserie, daté de 1743 sur les écoinçons. 

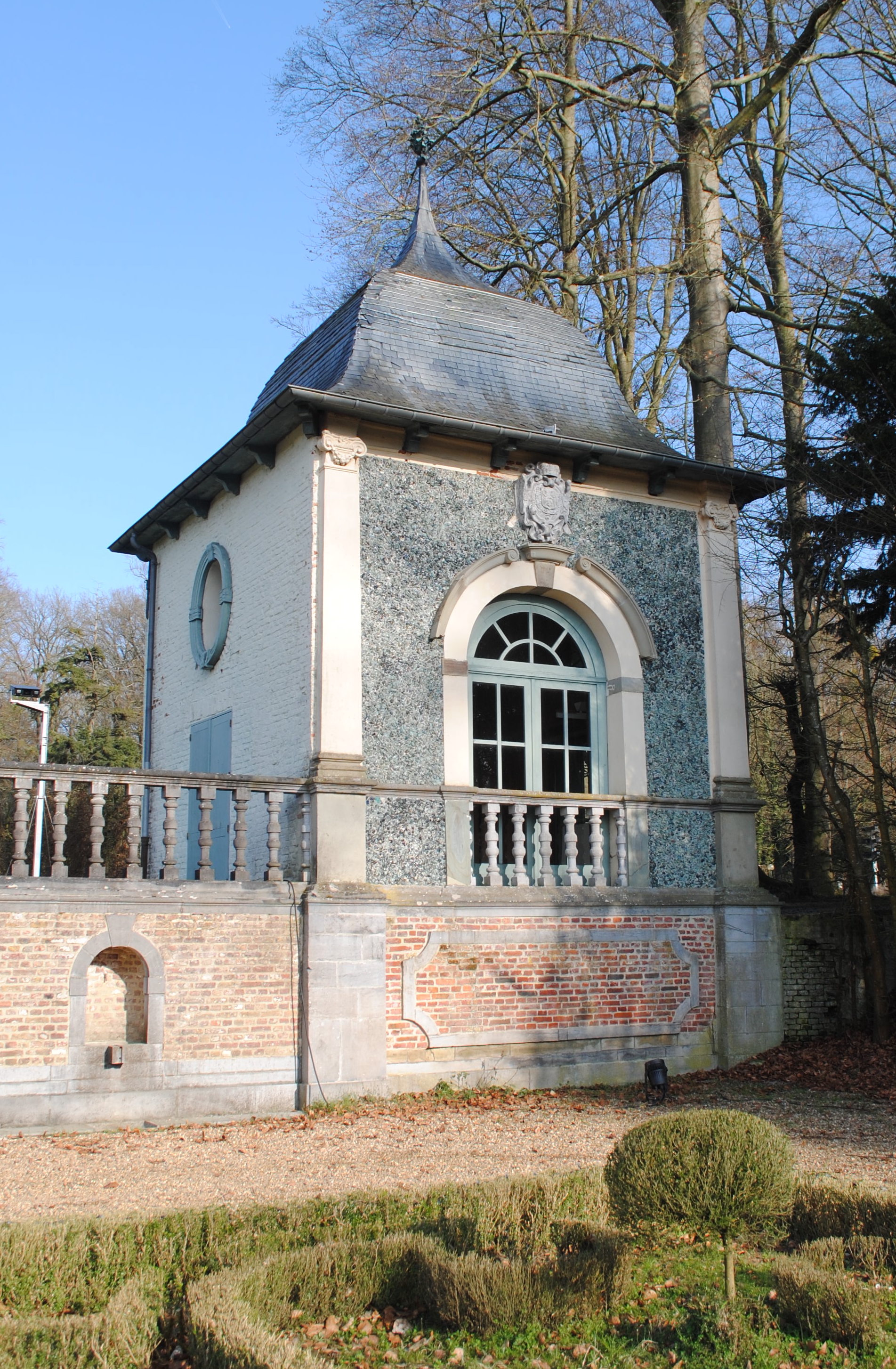
La face Ouest du pavillon aux toiles.

### Le pavillon aux toiles
Le faces Nord, Est et Sud sont identiques à celles du pavillon chinois. La face Ouest est en grès d'Écaussinnes. Sur cette même face, des pilastres en briques enduites à chapiteaux d'ordre ionique sont présentes. Sur le centre, une fenêtre en arc en plein cintre bordé de deux segments en archivolte à volutes rentrantes encadrant la clé de voûte couronnée d'un larmier. Avec au-dessus les armoiries du duc Philippe-Charles d'Arenberg. Devant la fenêtre est présente une balustrade en pierre à appuis supérieurs et inférieurs moulurés. Autour de la porte sont présents des décors composés de scories de fer de couleur turquoise, ce qui n'est pas présent sur le pavillon chinois. 
L'intérieur est plus sobre que celui du pavillon chinois, avec un plafond stuqué de style Régence.

### Le parc et le pavillon des Sept étoiles
Le pavillon dit des Sept étoiles, ou temple d'Hercule, fut construit principalement entre 1657 et 1662 d'après la maquette du frère Macaire Borlère au point culminant du domaine. Il s'agissait d'un point d'observation des cieux, d'un observatoire, conçu à une période où l'astronomie prend un essor nouveau avec les découvertes de Galilée et Copernic. De ce point surélevé, il était possible d'observer l'horizon et le ciel à 360°.

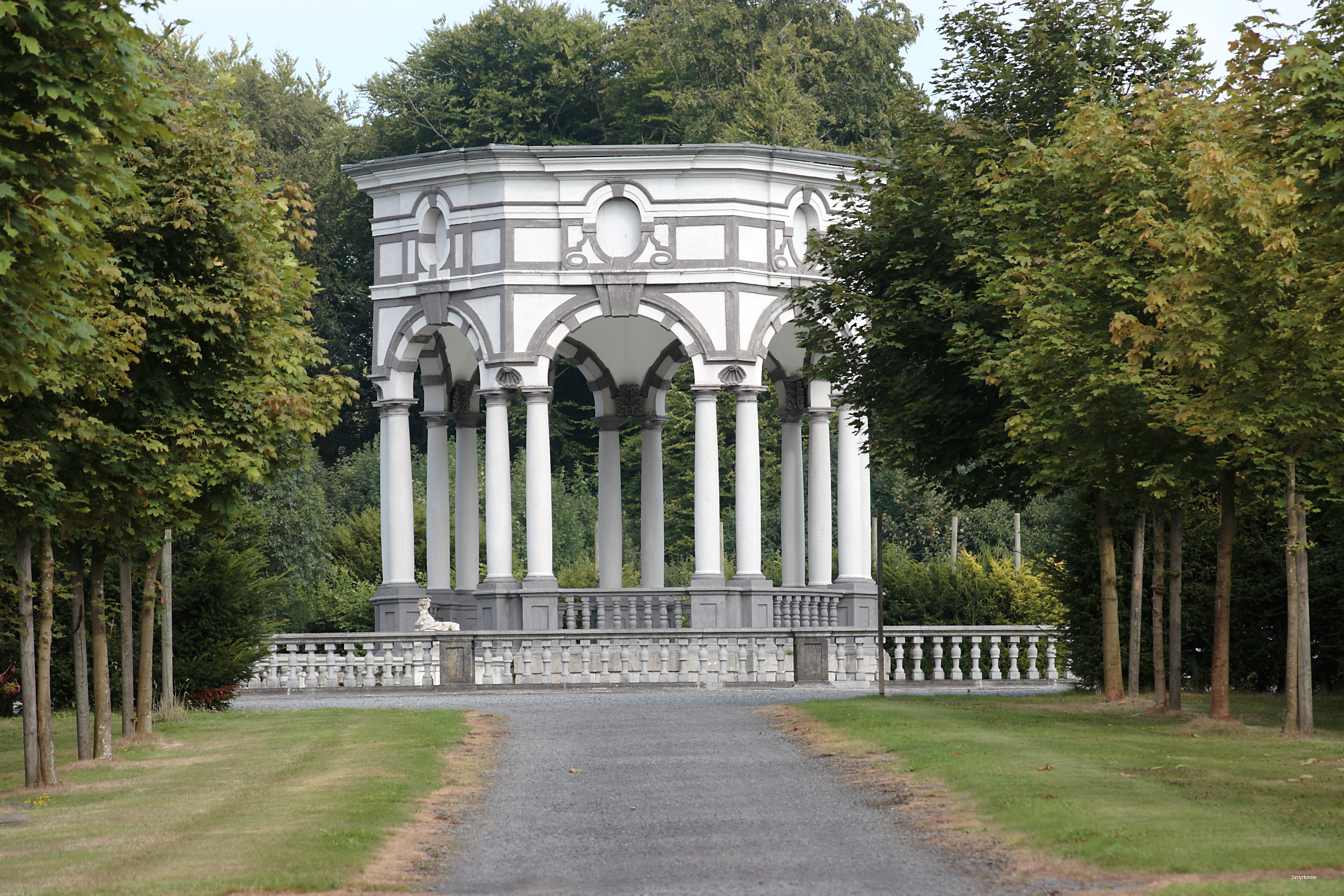
Pavillon des Sept étoiles après les restaurations de 2006.

Le nom du pavillon fait référence aux sept planètes qui peuvent être observées à l’œil nu. Le pavillon se trouve au centre d'une pièce d'eau, elle-même placée au centre d'un parc triangulaire. De la pièce d'eau, rayonnent sept allées principales et sept allées secondaires à travers un jardin heptagonal à la française - cette structure est bien visible sur la carte de Ferraris. Au bout des allées secondaires se trouvaient les statues des sept planètes connues à l’époque.

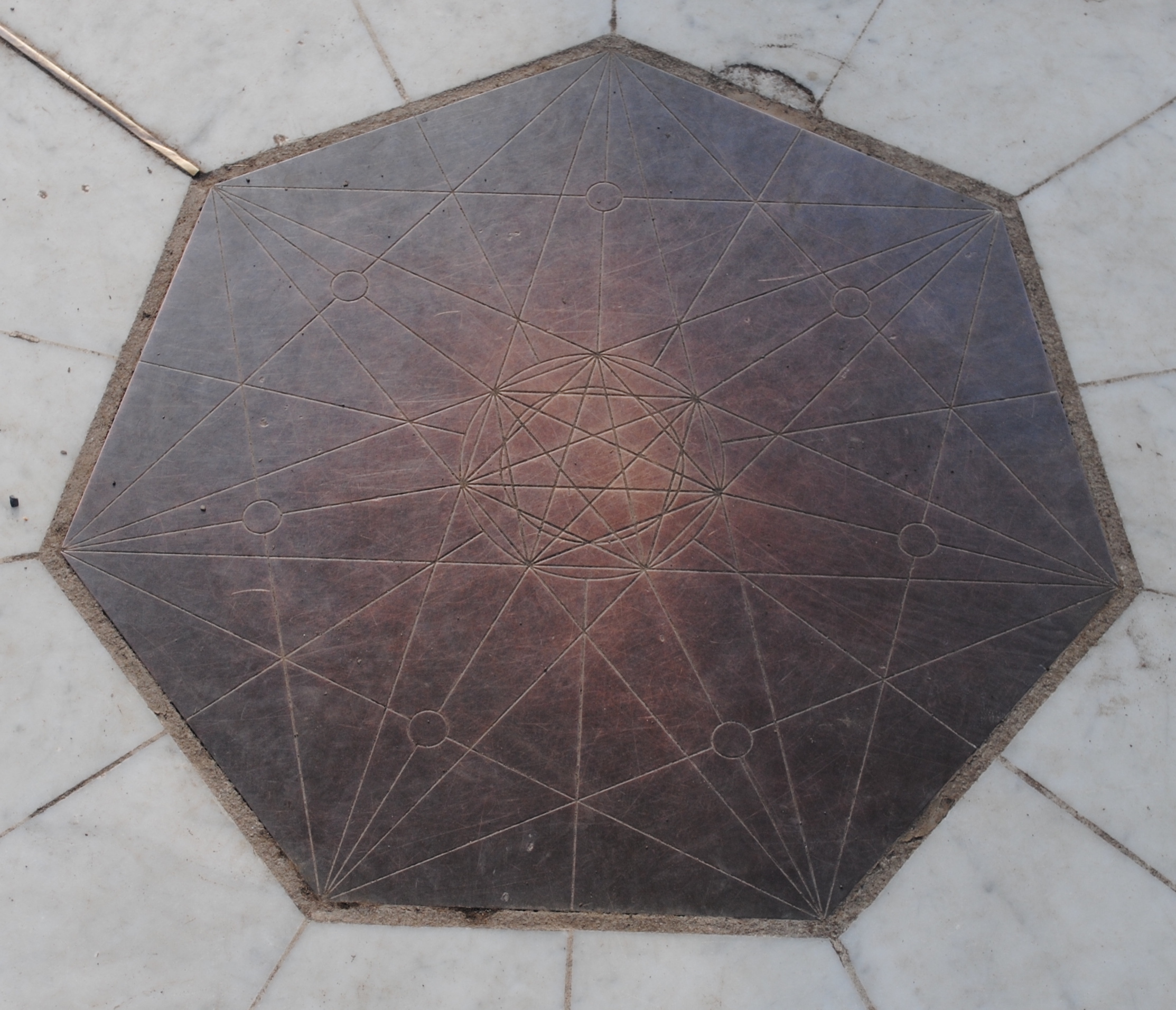
détail de la plaque heptagonale

L'intérieur du pavillon est constitué d'un dallage datant de 1812 avec en son centre un heptagone. Les angles au-dessus des 14 colonnes sont ornés de grandes feuilles d'acanthe en bois, et à leurs pieds subsistent quelques sièges en pierres. 

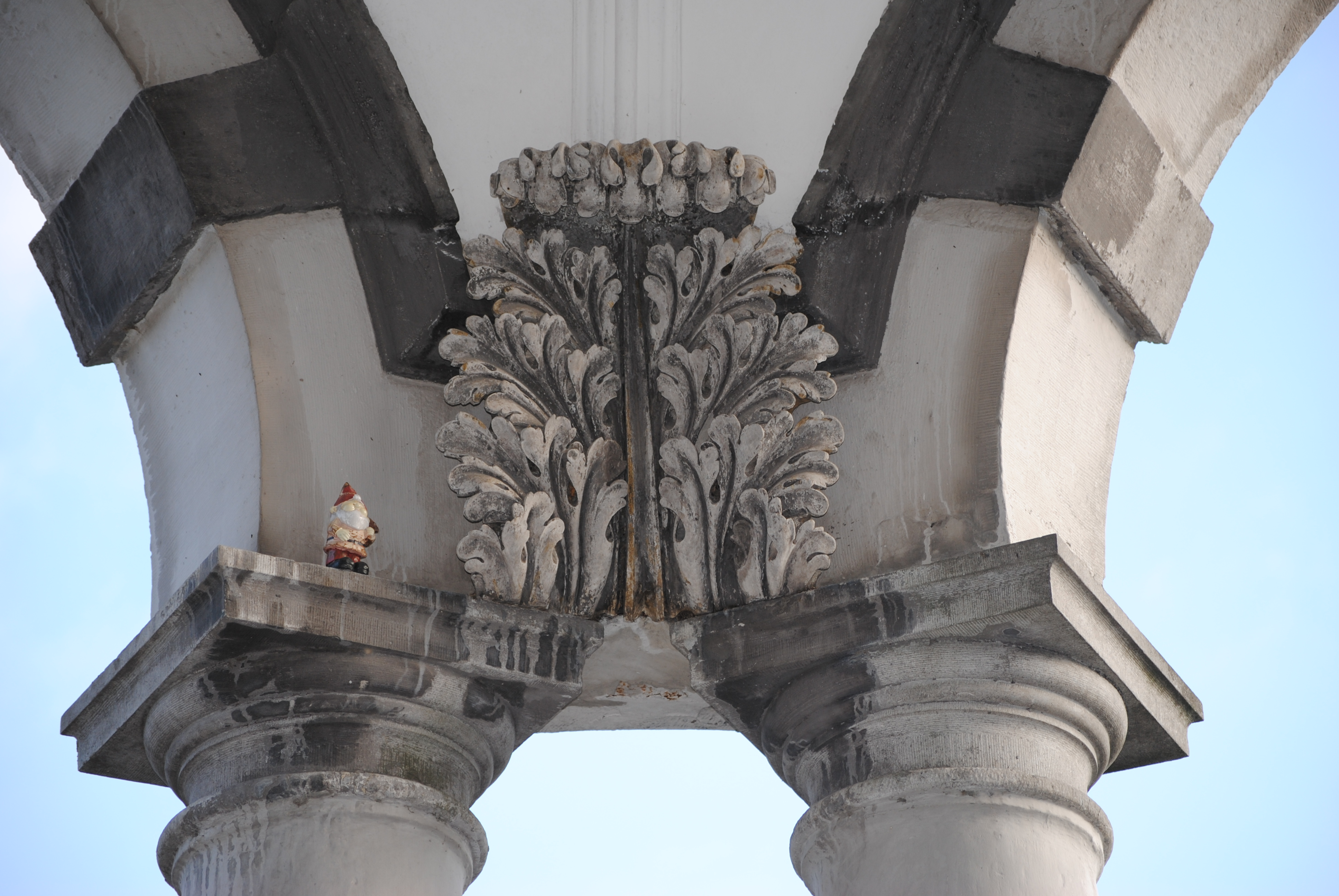
détail d'une feuille d'acanthe

Le pont d'accès du pavillon se trouve en vis-à-vis avec l'allée du Tilleul. Il est bordé de balustres. Il semblerait que, dès 1748, deux Sphinx en bronze se trouvaient à l'entrée du pont, alors qu'à l'entrée du pavillon se trouvaient dès 1785 deux Neptune (mythologie) en plomb. Ceux-ci seront alors remplacés par deux sphinx en 1809. Ces deux sphinx disparurent à une époque indéterminée, mais en 1930, deux nouveaux sphinx apparaissent jusqu'en 1944. Actuellement, il est possible de voir deux Sphinges devant l'entrée du pavillon. 
Le pavillon a fait l'objet d'une importante campagne de restauration en 2006.

### La porte des esclaves
Construit vers 1660 sur les plans de Charles d’Arenberg, le portique de style baroque qui évoque un arc de triomphe se trouvait initialement au lieu-dit la Patte d’Oie et ouvrait la vue sur le Pavillon des Sept Étoiles.
Le portique doit son nom — porte des esclaves ou porte des Slaves — aux huit statues en plomb représentant des Slaves enchaînés qui ornaient les angles de sa terrasse et encadraient la statue du duc Philippe-Charles. En 1725, le duc Léopold d’Aremberg la fait déplacer vers son emplacement actuel pour en faire l’entrée principale du domaine.
Le duc, anticipant les agissements des troupes révolutionnaires, aurait retiré les statues vers le 15 janvier 1793 pour les fondre.

### Chapelle castrale
Une tour isolée dans le parc est le dernier vestige du château construit par les seigneurs d'Enghien au milieu du XIIIe siècle. La base de la tour est d'origine, les autres parties sont le résultat des transformations menées en 1512 par Philippe de Clèves, qui, en particulier, ajouta deux étages et le toit que l'on voit encore aujourd'hui.
Une douzaine de membres de la famille d'Arenberg y furent enterrés entre 1868 et 1914.

### Le mont Parnasse
Il s'agit d'un monticule de terre que l'on retrouve au N.-E. du pavillon des sept étoiles, entre la drève des Soupris et des Renards. Il remonterait au XVIIe siècle. En 1811, un pilori seigneurial y était placé. Et en 1926, une statue de la Louve capitoline fut placée au pied de la motte. 

### Jardin des fleurs

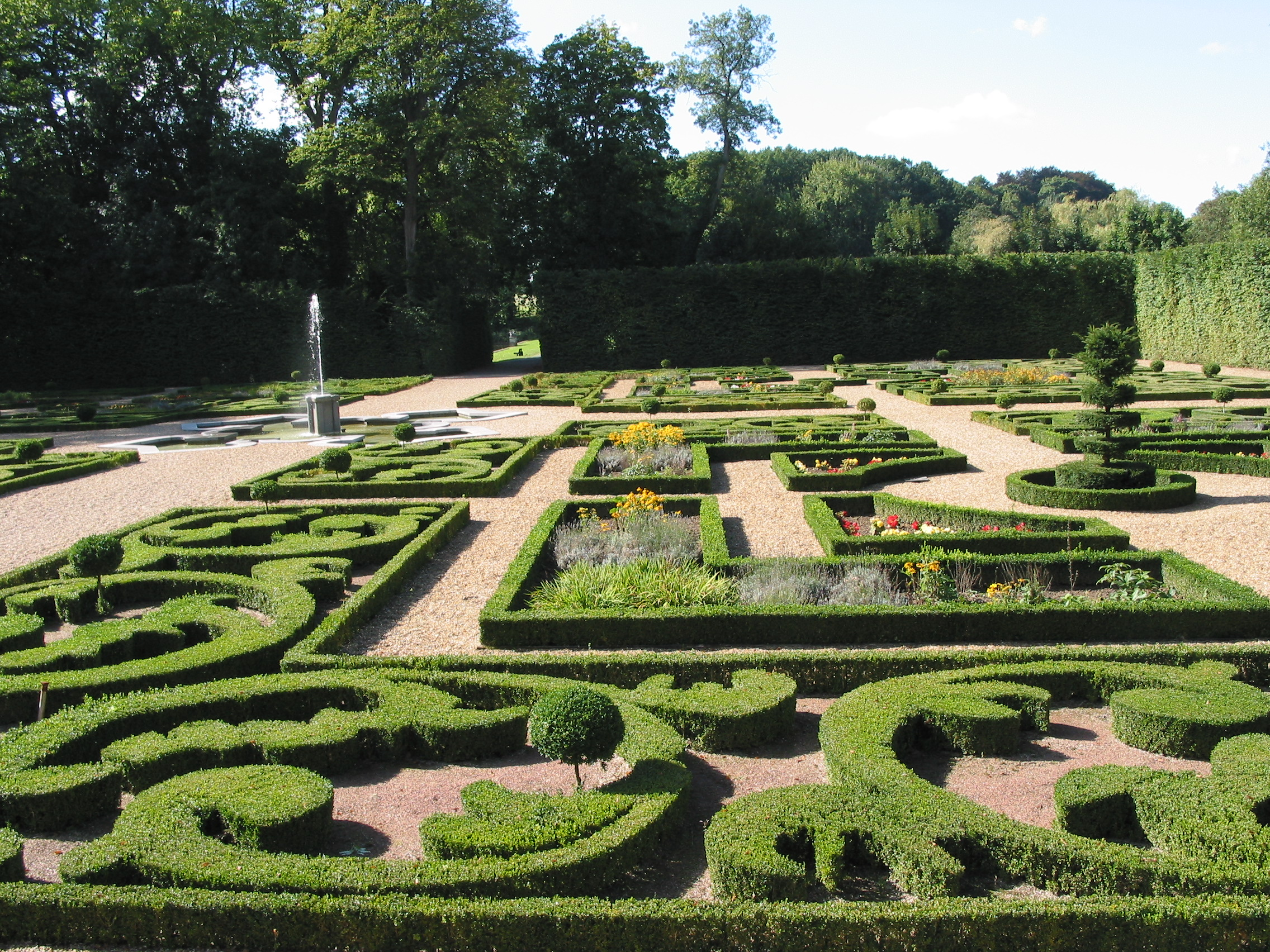
Le jardin des fleurs.

Le jardin des fleurs est un jardin carré et clos à la française, planté au XVIIe autour d'un bassin central orné de coquilles de crustacés. Il a été entièrement restauré en 1998 sur base des archives disponibles.
Deux pavillons, une balustrade de pierre bleue et un escalier en arc de cercle marquent son accès principal.

### Conservatoire européen du dahlia
Le conservatoire européen du dahlia regroupe 540 variétés de dahlias issues du monde entier et continue d'étendre ses collections.

### Les statues

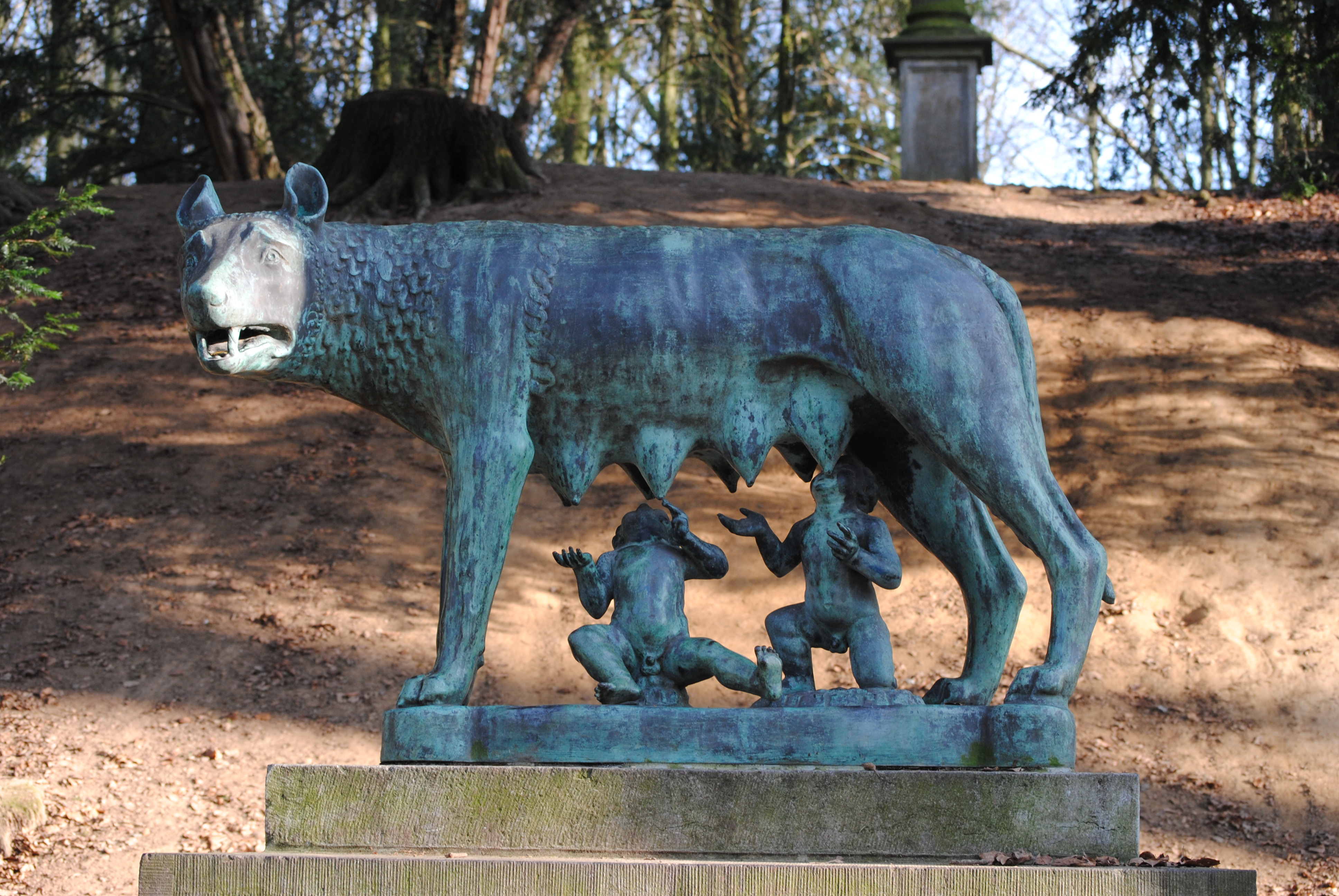
La louve capitoline.

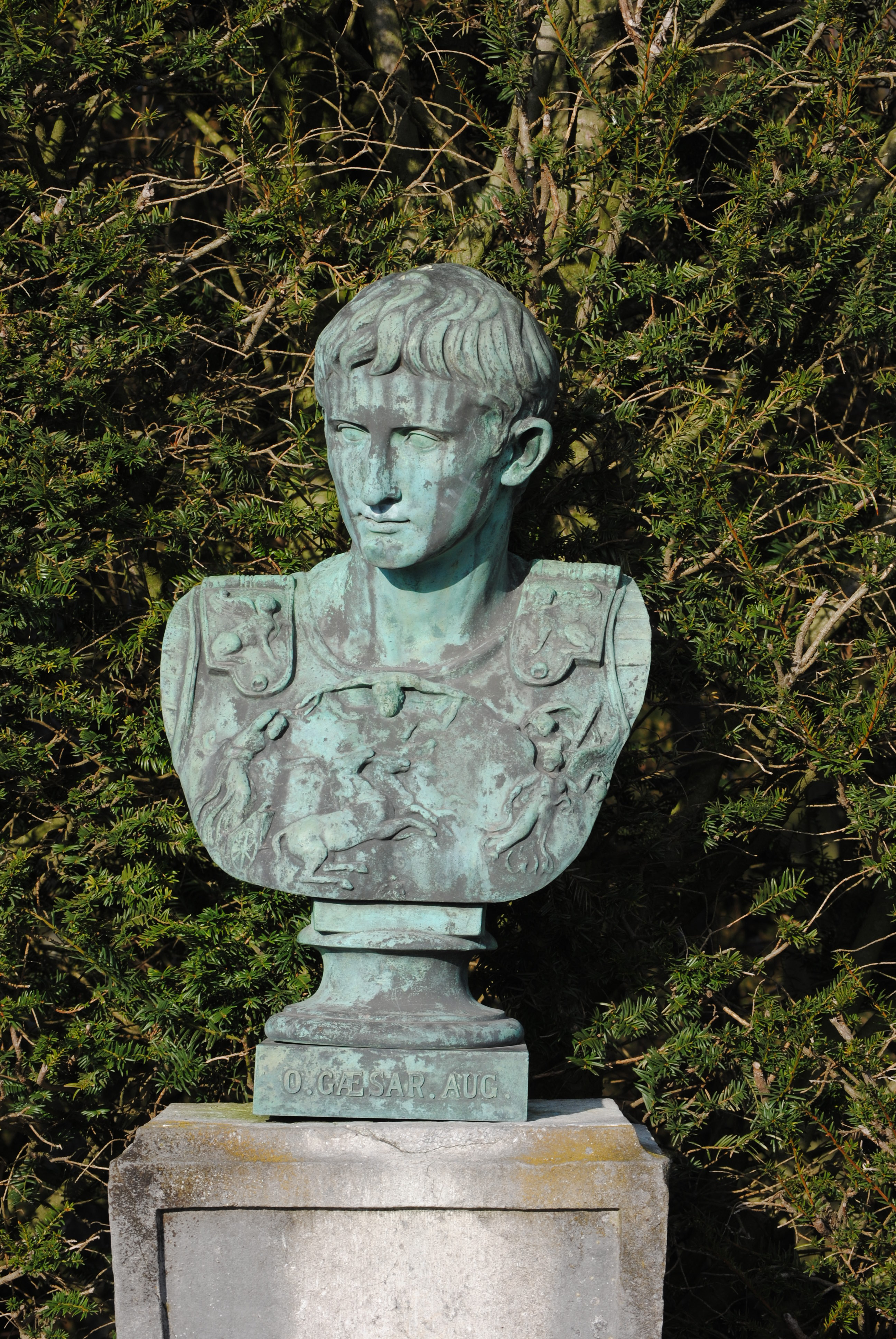
L'unique buste présent à ce jour représentant Auguste-César.

Le parc regorge de reproductions de statues célèbres.
Voici une liste qui en reprend.
- Fontana del Porcellino
- Louve capitoline
- Le dénicheur d'aigle de Joseph Lambeaux
- Saint Georges
- Pugiliste des Thermes
- Diane chasseresse (Houdon)

De plus, autour du pavillon des sept étoiles, se trouvaient 9 bustes en bronze. Aujourd'hui seul un buste subsiste encore, celui d'Auguste. En 2021, le buste de Léopold II (roi des Belges) a été volé. Les autres bustes présents auparavant représentaient Michel de Montaigne, Blaise Pascal, Molière, Alfred de Musset, Philippe le Bon, Henri VI (roi d'Angleterre) et Napoléon Ier.

## Protections

### Domaine et bâtiments
L'ensemble composé du château, du parc et des pièces d'eau est inscrit à la liste du Patrimoine immobilier exceptionnel de la Région wallonne.
- arrêté du  20 novembre 1972, publié au Moniteur belge le 8 janvier 1974 : classement (réf. : 55010-CLT-0008-01) ; arrêté modificatif 25 octobre 1973.

Les bâtiments anciens situés à l'entrée de la propriété du château d'Enghien, notamment les anciennes écuries, le pavillon Édouard, la porte des esclaves, la chapelle et le pavillon dit "Pavillon des Sept Étoiles" ainsi que l'ensemble formé par le château, ses dépendances et les terrains avoisinants
- 21 septembre 1989.
- arrêté du 7 février 2013, publié au Moniteur belge le 8 mars 2013, entrée en vigueur le 8 mars 2013 : classement du site et des bâtiments situés sur la commune de Silly (réf. : 55010-PEX-0001-02)

Le pavillon des Sept Étoiles et l'ensemble formé par le château, les dépendances et le parc du château d'Arenberg, à l'exclusion du parcours de golf.
Voir aussi : Liste du patrimoine immobilier classé d'Enghien et Liste du patrimoine immobilier classé de Silly.

### Site de Grand Intérêt Biologique
Voir : Parc d'Enghien : site de Grand Intérêt Biologique (SGIB)

## Le parc aujourd'hui
Le parc d'Enghien accueille aujourd'hui divers événements.
- LaSemo, festival pluridisciplinaire (musique, spectacles, gastronomie, jeunes publics, artisanat...) s'y est établi depuis 2013.
- Les Balades contées organisées par le Centre culturel d'Enghien

## Sources
- Présentation du parc et de son histoire sur le site de la commune
- Présentation du parc sur le site des Parcs et jardins exceptionnels de Wallonie
- Le grand parc
- G. Bavay et al. Enghien-Silly, in : Le patrimoine majeur de Wallonie, 1993, p. 105-111.
- E. De Seyn, Dictionnaire historique et géographique des communes belges, Bruxelles, Bielveld éditeur, 1933.
- Notice du parc sur le site La biodiversité en Wallonie, en ligne.
- Marie-Cécile Bruwier, Dans les fleurs de lotus des Empain : monuments égyptisants au parc et au château d’Enghien, in : Annales du Cercle archéologique d’Enghien, 1997 (t. XXXI), p. 175-215.
- Anonyme, Recensement de l'avifaune peuplant le domaine de Monsieur le Baron Empain à Enghien, 1985.
- C. Marchi, A Enghien dans un jardin, mémoire de licence en histoire de l'art, UCL, 1987.
- Y. Delannoy, Le parc d'Enghien : notices iconographie et historique : texte et planches, ACAE XIX, p. 1-110.
- Y. Delannoy, Le parc d'Enghien et ses divers prospects…, Tablettes du Hainaut, t. V, Herne, s.d., p. 225-246.
- J. Descheemaeker, Histoire de la Maison d'Arenberg d'après les archives françaises, Neuilly, 1969.
- Charles de Bruxelles (i. e. Antoine d'Arenberg), Brieve description de la ville, chasteau et parc d'Enghien, ms. 1665, A.G.R., fond d'Arenberg, Biographie, reg. 1, f° 64-82, éd. ACAE VIII, p. 103-128.
- N. Seys, Geschiedenis van het park te Edingen aangelegd door de familie Arenberg 17e tot en met de 19e eeuw, Leuven, 1986. Mémoire de licence K.U.L.
- http://www.crae.be/pdf/JardinDesFleurs-partie2.pdf